# Cantó de Malesherbes
El cantó de Malesherbes és un cantó francès del departament de Loiret, situat al districte de Pithiviers. Té 17 municipis i el cap és Malesherbes.

## Municipis
- Audeville
- Césarville-Dossainville
- Coudray
- Engenville
- Intville-la-Guétard
- Labrosse
- Mainvilliers
- Malesherbes
- Manchecourt
- Morville-en-Beauce
- Nangeville
- Orveau-Bellesauve
- Pannecières
- Ramoulu
- Rouvres-Saint-Jean
- Sermaises
- Thignonville

## Història
| Data d'elecció                           | Identitat           | Partit                     | Qualitat |
| ---------------------------------------- | ------------------- | -------------------------- | -------- |
| 1949-1979                                | Jean-Marie Guilbert | Divers droite              |          |
| 1979-1998                                | Roger Guerre        | UDF                        |          |
| 1998-2011                                | Michel Renault      | Divers droite, després UMP |          |
| 2011-                                    | Michel Guérin       | UMP                        |          |
| les dades anteriors no són pas conegudes |                     |                            |          |
|                                          |                     |                            |          |

## Demografia
| A partir de 1990: Població sense dobles comptes |